# Heterolocha phaenicotaeniata
Heterolocha phaenicotaeniata là một loài bướm đêm trong họ Geometridae.